# Pardalotidae
Los pardalótidos (Pardalotidae) son una familia de aves paseriformes nativas de Australia y Tasmania, y conocidas como comúnmente como pardalotes. Actualmente se considera constituida únicamente por el género Pardalotus.

## Especies
Se reconocen las siguientes en su único género:
- Pardalotus punctatus (Shaw, 1792)
- Pardalotus quadragintus Gould, 1838
- Pardalotus rubricatus Gould, 1838
- Pardalotus striatus (Gmelin, 1789)